# Turanium hladili
Turanium hladili är en skalbaggsart som beskrevs av Josef Kratochvíl 1985. Turanium hladili ingår i släktet Turanium och familjen långhorningar. Inga underarter finns listade i Catalogue of Life.